# Параметрическое усиление света
Параметрическое усиление света — это усиление входного (сигнального) светового пучка в присутствии более высокочастотной волны накачки в нелинейно-оптической среде с одновременным образованием холостой волны.

## Введение
Существует множество оптических сред, позволяющих усиливать лазерное излучение (Nd:YAG, Er:YAG, Nd:YLF и т. д.). Однако, зачастую, спектр лазерного излучения не попадает в спектральную ширину полосы усиления ни одной из существующих усилительных сред, и, таким образом, его усиление становится невозможным. Также существует проблема контраста усиленного излучения. Так как в обычных лазерных средах время накачки значительно больше длительности усиливаемого лазерного импульса, при его усилении будет усиливаться и шум за «крыльями» распределения, что в свою очередь повлияет на длительность и качество выходного усиленного импульса.
Решение этих проблем было найдено в параметрическом усилении излучения, то есть возможности усиления лазерного излучения посредством использования нелинейно-оптических сред. При падении на нелинейную оптическую среду излучения накачки с частотой {\displaystyle \omega _{3}} (волна накачки) а также излучения с частотой {\displaystyle \omega _{1}}, которое нужно усилить (сигнальная волна), энергия излучения накачки будет распределяться между сигнальной волной и возникающей (в соответствии с законом сохранения энергии) холостой волной с частотой {\displaystyle \omega _{2}}. Для получения этого эффекта необходимо выполнение двух условий:
1. Частоты должны быть связаны между собой соотношением:

{\displaystyle \omega _{3}=\omega _{1}+\omega _{2}}
1. Должно быть выполнено условие фазового синхронизма:

{\displaystyle {\overrightarrow {k_{3}}}={\overrightarrow {k_{1}}}+{\overrightarrow {k_{2}}}}
При этом волну накачки можно подавать в нелинейно-оптическую среду непосредственно в тот же момент, что и сигнальную волну. Это даёт возможность обеспечить усилительную систему высоким контрастом.
Также стоит отметить, что при параметрическом усилении достигается достаточно большой коэффициент усиления на проход (~104), что также делает этот способ усиления эффективным.

## История открытия параметрического усиления
Явление параметрического усиления света было теоретически предсказано в 1962 г. Кроллом, Ахмановым и Хохловым, Кингстоном и др. Экспериментально его наблюдали в 1965 г. Ванг и Рейсетт, Ахманов, Джордмейн и Миллер и др. Было обнаружено, что в основе этого явления лежит воздействие оптической среды с нелинейными свойствами (например, кристаллов KDP или LiNbO3), которая возбуждается мощной световой волной, называемой волной накачки, на две или большее число световых волн при их распространении в этой среде. При параметрическом возбуждении интенсивный световой пучок вызывает модуляцию параметров, определяющих развитие других связанных колебаний в системе. В этом процессе правило суперпозиции колебаний не выполняется.

## Теоретическое описание параметрического усиления
Рассмотрим параметрическое усиление в одноосном нелинейном кристалле при неколлинеарном взаимодействии (рис. 1).
Пусть на входе в нелинейный кристалл имеется мощное излучение с некоторой высокой частотой {\displaystyle \omega _{3}} (волна накачки) и слабое излучение с частотой {\displaystyle \omega _{1}} (сигнальная волна). Тогда, если выполняется условие фазового синхронизма {\displaystyle \Delta k=|{\overrightarrow {k_{3}}}-{\overrightarrow {k_{1}}}-{\overrightarrow {k_{2}}}|=0}, то обе волны, сигнальная и холостая, будут усиливаться за счет накачки. Процесс параметрического усиления описывается системой уравнений для трех связанных амплитуд:
{\displaystyle {\begin{cases}{dA_{1} \over dz}=-{4\pi i\omega _{1}d \over n_{1}c}A_{2}^{*}A_{3}e^{-i\Delta kz}\\{dA_{2} \over dz}=-{4\pi i\omega _{2}d \over n_{2}c}A_{1}^{*}A_{3}e^{-i\Delta kz}\\{dA_{3} \over dz}=-{4\pi i\omega _{3}d \over n_{3}c}A_{1}A_{2}e^{i\Delta kz}\end{cases}}}
Рассмотрим данное нелинейное взаимодействие в приближении заданной амплитуды накачки ({\displaystyle A_{3}(z)\approx const}). Тогда останется система из двух уравнений:
{\displaystyle {\begin{cases}{dA_{1} \over dz}=-i\sigma _{1}A_{2}^{*}A_{3}e^{-i\Delta kz}\\{dA_{2} \over dz}=-i\sigma _{2}A_{1}^{*}A_{3}e^{-i\Delta kz}\end{cases}}}
где {\displaystyle \sigma _{i}={4\pi \omega _{i}d \over n_{i}c}}- коэффициенты нелинейной связи, {\displaystyle d} — эффективная нелинейная восприимчивость.
Решением этой системы дифференциальных уравнений является:
{\displaystyle {\begin{cases}A_{1}(z)=(A_{10}\operatorname {ch} (gz)+{i \over g}({\Delta k \over 2}A_{10}-\sigma _{1}A_{3}A_{20})\operatorname {sh} (gz))e^{-{i\Delta kz \over 2}}\\A_{2}(z)=(A_{20}\operatorname {ch} (gz)+{i \over g}({\Delta k \over 2}A_{20}-\sigma _{2}A_{3}A_{10}^{*})\operatorname {sh} (gz))e^{-{i\Delta kz \over 2}}\end{cases}}},
где {\displaystyle A_{10}=A_{1}(0),A_{20}=A_{2}(0)}- граничные условия, {\displaystyle g={\sqrt {\sigma _{1}\sigma _{2}|A_{3}|^{2}-{\Delta k^{2} \over 4}}}} — коэффициент усиления.
Проанализировав полученный результат при отсутствии холостой волны на входе ({\displaystyle A_{20}=0}) и при выполненном условии {\displaystyle \Delta k=0}, получим следующие выражения для связанных амплитуд сигнальной и холостой волн:
{\displaystyle {\begin{cases}A_{1}(z)=A_{10}\operatorname {ch} (gz)\longrightarrow {1 \over 2}A_{10}e^{gz}\\A_{2}(z)=-i{\sqrt {n_{1}\omega _{2} \over n_{2}\omega _{1}}}{A_{3} \over |A_{3}|}A_{10}^{*}\operatorname {sh} (gz)\longrightarrow A_{10}^{*}e^{gz}\end{cases}}}
Таким образом, видно, что происходит усиление как холостой, так и сигнальной волн. Данный эффект проиллюстрирован на рис. 2.
Стоит отметить, что при увеличении интенсивности волны накачки будет происходить эффект пространственного захвата параметрически усиливаемых световых волн. При этом максимум интенсивности сигнальной волны будет смещаться в сторону волны накачки (рис. 1).

## Параметрическое усиление чирпированных импульсов
Усиление чирпированных лазерных импульсов с помощью параметрического усилителя (OPCPA — optical parametric chirped pulse ampliﬁcation) имеет принципиально такую же схему, что и при усилении в обычных лазерных средах с накопленной инверсией населенностей. Перед усилением ультракороткий импульс фемтосекундной длительности попадает на оптическую систему стретчер, на выходе которого получается спектрально-упорядоченный импульс с длительностью порядка единиц наносекунд. Отличие заключается лишь в том, что далее импульс попадает в параметрический усилитель (OPA -optical parametric ampliﬁcation), особенности которого описаны выше.
Уникальная особенность OPA для усиления фазомодулированных импульсов впервые была экспериментально продемонстрирована Пискарсом в 1986. Было показано, что фазовая модуляция, изначально заданная для импульса сигнала, не сильно искажается в процессе усиления, если собственная полоса усиления OPA больше спектральной ширины сигнала. Также было продемонстрировано, что частотный чирп в импульсе холостого волны является обращенным, то есть импульс сигнала и холостая волна являются сопряженными.
В течение последнего десятилетия OPCPA стала привлекательной альтернативой классической технологии усиления чирпированных импульсов, и все больше нарастает интерес к разработке сверхкоротких импульсных лазерных систем высокой пиковой мощности для нужд современной науки.
Лазерные системы петаваттного уровня мощности на принципе чисто параметрического усиления чирпированного импульса были впервые созданы в Институте прикладной физики РАН (г. Нижний Новгород) и в Институте лазерно-физических исследований РФЯЦ-ВНИИЭФ. На последней установке исходный сверхкороткий импульс имел длительность {\displaystyle \tau _{in}\approx 50}фс. После его удлинения в стретчере, усиления в четырёх параметрических усилителях до энергии {\displaystyle \approx 100}Дж (коэффициент усиления {\displaystyle \sim 10^{11}}) и компрессии длительность импульса составила те же 50фс.
В настоящее время принцип параметрического усиления широкополосных чирпированных лазерных импульсов является общепризнанным. Так, параметрические усилители применяются в качестве стартовой системы — для усиления относительно слабых сигналов с выхода стретчера ({\displaystyle E\approx 1}нДж) до уровня энергии {\displaystyle \sim 1}Дж. В ряде крупных, в том числе международных, проектах планируется применять широкоапертурные кристаллы DKDP в качестве нелинейной среды параметрических усилителей.